# Барвенковский
Барвенковский — посёлок в Балаковском районе Саратовской области, в составе сельского поселения Натальинское муниципальное образование.
Население — 28 (2010).

## История
Основан крестьянами-малороссами. Посёлок был расположен в границах Николевской волости Николаевского уезда Самарской губернии. В Списке населённых мест Самарской губернии 1910 года значится как посёлок Барвенский. Согласно Списку в посёлке насчитывалось 23 двора, проживали 63 мужчины и 93 женщины. В собственности крестьян находилось 488 десятин удобной земли.

## Физико-географическая характеристика
Посёлок находится в Заволжье, в пределах Сыртовой равнины, при овраге Кулечиха, на высоте около 45 метров над уровнем моря, восточнее посёлка Новониколаевский. Почвы - чернозёмы южные.
Посёлок расположен примерно в 30 км по прямой в восточном направлении от районного центра города Балаково. По автомобильным дорогам расстояние до районного центра составляет 36 км, до областного центра города Саратов - 190 км.
Часовой пояс
Барвенковский, как и вся Саратовская область, находится в часовой зоне МСК+1. Смещение применяемого времени относительно UTC составляет +4:00.

## Население
Динамика численности населения по годам:
| Годы      | 1910 | 2002 |
| --------- | ---- | ---- |
| Население | 156  | 23   |

| 2010 |
| ---- |
| 28   |

Национальный состав
Согласно результатам переписи 2002 года русские составляли 74 % населения посёлка.